# يوليوس هوبسون
يوليوس هوبسون (بالإنجليزية: Julius Hobson)‏ هو سياسي أمريكي، ولد في 29 مايو 1922 في برمنغهام في الولايات المتحدة، وتوفي في 23 مارس 1977 في واشنطن العاصمة في الولايات المتحدة بسبب ورم نخاعي متعدد. حزبياً، نشط في D.C. Statehood Green Party ‏.